# Sergio Gerosa
Sergio Gerosa (* 31. Mai 1955 in Zürich) ist ein ehemaliger Schweizer Radrennfahrer.

## Sportliche Laufbahn
Als Amateur gewann er 1975 die Schlussetappe des Grand Prix Suisse de la Route, 1976 wurde er 3. der Schweizermeisterschaft in Hägglingen, Zweiter der Irland-Rundfahrt hinter Pat McQuaid und gewann das Zürcher Amateursechstagerennen mit Max Hürzeler. 1977 war er im Eintagesrennen Biel–Magglingen erfolgreich und belegte in der Tour de l’Avenir den 8. Platz. 1978 wurde er 10. des Giro d’Italia Giovani Under 23 und gewann eine Etappe im Grand Prix Guillaume Tell.
1979 wurde er Berufsfahrer im italienischen Radsportteam Sapa und blieb bis 1980 als Radprofi aktiv. 1979 stand er als Dritter der nationalen Meisterschaft im Steherrennen beim Sieg von Meinrad Vögele auf dem Podium. Im Rennen der UCI-Strassen-Weltmeisterschaften 1979 schied er aus.
Im Giro d’Italia 1980 wurde er 64. der Gesamtwertung. Die Tour de Suisse 1979 beendete auf dem 60. Rang.